# Notes sur le cinématographe
Notes sur le cinématographe est un essai du réalisateur Robert Bresson, paru en 1975. Il s'agit d'un recueil d'aphorismes et de réflexion sur le cinéma. Bresson y défend le « cinématographe » par rapport au « cinéma », qui ne serait que du théâtre filmé. Il y exprime également sa pratique en tant que réalisateur.